# Allyson Felix
Allyson Felix (Los Angeles, Kalifornia, 1985. november 18. –) olimpiai bajnok amerikai atlétanő. Allyson ötszörös olimpiai arany- és kétszeres ezüstérmes, valamint tizennégyszeres világbajnok.
Felix Sun Valley-ban, Kaliforniában nőtt fel. Az adottságát Isten ajándékának tekinti. 2007-es világbajnoki szereplése révén Allyson a második olyan atlétanő - Marita Koch után - aki ugyanazon a világbajnokságon három aranyérmet tudott nyerni.

## Életútja

### Junior évei
Felixet csapattársai "csirkelábúnak" becézték testalkata miatt. Sokáig nem fedezték fel tehetségét, csak azután derült rá fény, miután 10 héttel az első edzését követően az állami bajnokság hetedik helyén végzett 200 méteren. Felsőévesként második lett az Amerikai Egyesült Államok fedett bajnokságán. Pár hónappal később Mexikóvárosban 50 000 szurkoló előtt 22,11 másodperc alatt futotta le a 200 métert. Allyson 2003-ban profi szerződést kötött az Adidasal. A cég finanszírozta felsőoktatását a USC-n.

### Profi pályafutása
Felix 18 évesen szerzett ezüstérmet 2004-ben az athéni olimpián Veronica Campbell mögött.
2005-ben Helsinkiben Felix lett a valaha volt legfiatalabb világbajnoki aranyérmes 200 méteren.
2007-ben sikerült megvédenie világbajnoki címét Osakában. A jövőre nézvést nem törekedett a világcsúcsra, de aranyat szeretett volna nyerni Pekingben.
A 2008-as pekingi olimpián végül ismét második helyen végzett Veronica Campbell-Brown mögött. A 4 × 400-as váltóval azonban sikerült megszereznie első olimpiai aranyérmét.
2009-ben a berlini világbajnokságon 200 m-es síkfutásban ismét megvédte világbajnoki címét.

## Egyéni legjobb eredményei
- 100 meter - 10.93 2008 (WR 10.49)
- 200 meter - 21.81 2007 (WR 21.34)
- 300 meter - 36.33 2007 (fedettpályán)
- 400 meter - 49.26 2015 (WR 47.60)